# Lester (Washington)
Lester az Amerikai Egyesült Államok északnyugati részén, Washington állam King megyéjében elhelyezkedő kísértetváros.

## Történet
Az 1891-ben alapított Deans névadója a Dean’s Lumber Company. 1886-ban a Northern Pacific Railway megnyitotta vasútállomását. A helység felvette Lester Hansaker telegráfkezelő nevét.
Ugyan az 1902-es tüzek negatívan érintették a faipart, Lester a vasúttársaságnak köszönhetően virágzott; az 1920-as években ezren éltek itt.
Tacoma városa az ivóvízkészlete védelmének érdekében 1963-ban területeket vásárolt Lesterben, és megpróbálta megakadályozni a település elérését, amely tüntetésekhez, és az egész évben megközelíthető úton elhelyezett kapu elbontásához („A Lester-kapui csata”) vezetett. King megye beperelte Tacomát, mivel szerintük a terület a megye tulajdonában van. 1962-ben a megyei bíróság Tacoma javára döntött; egy vizsgálat szerint azért, mert King megye a keresetben nem említette meg a többi földtulajdonost.
A Scott tábor 1978 áprilisában zárt be; 1979 áprilisára a népesség 22 főre esett. A létesítmények bezárásával és a település elérhetőségének korlátozásával a lakosságszám tovább csökkent. A helyiek a vasútállomást műemlékké kívánták nyílváníttatni, akár a North Bendbe költöztetés árán is. Az épület végül gyújtogatás áldozata lett.
Egy 1985-ös rendelet értelmében az ötnél kevesebb diákkal rendelkező tankerületeket fel kell számolni. Lester lakói a helyi iskolánál gúnytemetést tartottak.
Gertrude Murphy, a település utolsó lakosa 2002 szeptemberében, 99 éves korában hunyt el.
Biztonsági megfontolásból a Tacoma Water 2017-ben az őrházat, olajtárolót és raktárat elbontotta, mindössze kisebb épületek maradtak meg.

## Fordítás
- Ez a szócikk részben vagy egészben  a   Lester, Washington című angol Wikipédia-szócikk ezen változatának fordításán alapul.  Az eredeti cikk szerkesztőit annak laptörténete sorolja fel. Ez a jelzés csupán a megfogalmazás eredetét és a szerzői jogokat jelzi, nem szolgál a cikkben szereplő információk forrásmegjelöléseként.